# Vîșkivți, Nemîriv
Vîșkivți (în ucraineană Вишківці) este localitatea de reședință a comunei Vîșkivți din raionul Nemîriv, regiunea Vinnița, Ucraina.

## Demografie
Componența lingvistică a localității Vîșkivți
     Ucraineană (97,75%)
     Rusă (1,25%)
     Alte limbi (1%)
Conform recensământului din 2001, majoritatea populației localității Vîșkivți era vorbitoare de ucraineană (97,75%), existând în minoritate și vorbitori de rusă (1,25%).